# فاندا لوكاش
فاندا لوكاش (بالمجرية: Lukács Vanda)‏ مواليد 8 ديسمبر 1992 في المجر، هي لاعبة كرة مضرب مجرية تلعب باليد اليمنى وتحتل حالياً المرتبة 529 (7 مارس 2016) في تصنيف رابطة محترفات كرة المضرب. أعلى تصنيف لها في الفردي كان 453. أعلى تصنيف لها في الزوجي كان 678.

## النهائيات

### الفردي (1–2)
| الحصيلة | الرقم | التاريخ        | الدورة                  | الأرضية | المنافس       | النتيجة            |
| ------- | ----- | -------------- | ----------------------- | ------- | ------------- | ------------------ |
| الوصافة | 1.    | 31 أغسطس 2015  | دوينو أوريسينا، إيطاليا | ترابية  | بريشيا جورجيا | 6–3, 6–7(4–7), 1–6 |
| الفوز   | 1.    | 12 أكتوبر 2015 | بولا، إيطاليا           | ترابية  | قليلا بارزو   | 4–6, 7–5, 6–3      |
| الوصافة | 2.    | 29 فبراير 2016 | الحمامات، تونس          | ترابية  | جوليا غرابر   | 3–6, 3–6           |

## روابط خارجية
- فاندا لوكاش على موقع رابطة محترفات التنس (الإنجليزية)
- فاندا لوكاش على موقع الاتحاد الدولي لكرة المضرب (الإنجليزية)
- فاندا لوكاش على موقع خلاصة التنس.كوم (الإنجليزية)